# ادگار کافمن جونیور
ادگار کافمن جونیور (به انگلیسی: Edgar Kaufmann Jr)؛ (زادۀ ۱۰ آوریل ۱۹۱۰ میلادی – درگذشتۀ ۳۱ ژوئیهٔ ۱۹۸۹ میلادی) معمار، مدرس، نویسندۀ آمریکایی و استادیار معماری و تاریخ هنر در دانشگاه کلمبیا بود.